# Estación de Málaga-María Zambrano
Estación de Málaga-María Zambrano vasútállomás Spanyolországban, Málaga településen. Része a spanyol nagysebességű vasúthálózatnak.

## Vasútvonalak
Az állomást az alábbi vasútvonalak érintik:
- Córdoba–Málaga nagysebességű vasútvonal
- Málaga–Fuengirola-vasútvonal

## Kapcsolódó állomások
A vasútállomáshoz az alábbi állomások vannak a legközelebb:
- Estación de Málaga Centro-Alameda (Estación de Málaga Centro-Alameda, Línea C-1 (Cercanías Málaga))
- Estación de Victoria Kent (Fuengirola train station, Línea C-1 (Cercanías Málaga))
- Estación de Málaga Centro-Alameda (Estación de Málaga Centro-Alameda, Línea C-2 (Cercanías Málaga))
- Estación de Victoria Kent (Estación de Álora, Línea C-2 (Cercanías Málaga))
- Estación de Antequera-Santa Ana